# Christopher Nkunku
Christopher Alan Nkunku, född 14 november 1997, är en fransk fotbollsspelare som spelar för Chelsea. Han representerar även Frankrikes landslag.  

## Klubbkarriär
Nkunku debuterade i Ligue 1 den 5 mars 2016 i en 0–0-match mot Montpellier.

### RB Leipzig
I juli 2019 värvades Nkunku av tyska RB Leipzig, där han skrev på ett femårskontrakt. I juni 2022 förlängde Nkunku sitt kontrakt fram till juni 2026.

### Chelsea
Den 20 juni 2023 blev det klart att Nkunku skulle ansluta till Chelsea på ett sexårskontrakt den 1 juli samma år. Innan säsongen drabbades han av en knäskada och blev borta från spel i nästan fem månader. Han gjorde sin debut i en vinst mot Newcastle United på Stamford Bridge, där gjorde han mål på straffläggningen. Hans första Premier League mål kom på Julafton då Chelsea mötte Wolverhampton Wanderers. Resten av säsongen blev skadedrabbad för Nkunku med bland annat en höftskada och lårskada. Han skulle göra 3 mål på 10 matcher den säsongen, mot Liverpool och Brighton. 

## Landslagskarriär
Nkunku debuterade för Frankrikes landslag den 25 mars 2022 i en 2–1-vinst över Elfenbenskusten. I november 2022 blev Nkunku uttagen i Frankrikes trupp till VM 2022. Han råkade dock ut för en knäskada under en träning och fick lämna truppen innan starten av VM.